# Eje transversal PE-30 (Perú)
El Eje transversal PE-30 es uno de los veinte eje que forma parte de la red transversal de Red Vial Nacional del Perú. Está conformado por las rutas nacionales PE-30, PE-30 A, PE-30 B (ramal), PE-30 C y PE-30 D. Recorre los departamentos de Ica, Ayacucho, Apurímac, Cusco y Madre de Dios.

## Rutas
- PE-30: Desvío San Juan-Puerto de San Juan de Marcona
- PE-30 A: Vista Alegre-Puente Sahuino
- PE-30 B (ramal): Desvío Andahuaylas-Andahuaylas
- PE-30 C: Urcos-frontera con Brasil. Entre los años 2013 y 2016 se registró en la ruta PE-30 C 142 siniestro viales.[3]
- PE-30 D: Palpa-Chalco